# Bourg-Saint-Christophe
Bourg-Saint-Christophe és un municipi francès situat al departament de l'Ain i a la regió d'Alvèrnia-Roine-Alps. L'any 2007 tenia 1.065 habitants.

## Demografia

### Població
El 2007 la població de fet de Bourg-Saint-Christophe era de 1.065 persones. Hi havia 381 famílies de les quals 62 eren unipersonals (4 homes vivint sols i 58 dones vivint soles), 93 parelles sense fills, 187 parelles amb fills i 39 famílies monoparentals amb fills.
La població ha evolucionat segons el següent gràfic:
Habitants censats

### Habitatges
El 2007 hi havia 425 habitatges, 387 eren l'habitatge principal de la família, 13 eren segones residències i 25 estaven desocupats. 400 eren cases i 25 eren apartaments. Dels 387 habitatges principals, 320 estaven ocupats pels seus propietaris, 58 estaven llogats i ocupats pels llogaters i 9 estaven cedits a títol gratuït; 2 tenien una cambra, 6 en tenien dues, 39 en tenien tres, 86 en tenien quatre i 255 en tenien cinc o més. 359 habitatges disposaven pel capbaix d'una plaça de pàrquing. A 126 habitatges hi havia un automòbil i a 245 n'hi havia dos o més.

### Piràmide de població
La piràmide de població per edats i sexe el 2009 era:
| Homes | Edats   | Dones |
| ----- | ------- | ----- |
| 0     | 95 o +  | 0     |
| 0     | 90 a 94 | 0     |
| 4     | 85 a 89 | 4     |
| 0     | 80 a 84 | 4     |
| 8     | 75 a 79 | 12    |
| 4     | 70 a 74 | 16    |
| 32    | 65 a 69 | 16    |
| 20    | 60 a 64 | 36    |
| 32    | 55 a 59 | 20    |
| 24    | 50 a 54 | 20    |
| 32    | 45 a 49 | 32    |
| 52    | 40 a 44 | 56    |
| 20    | 35 a 39 | 28    |
| 32    | 30 a 34 | 24    |
| 28    | 25 a 29 | 28    |
| 8     | 20 a 24 | 24    |
| 24    | 15 a 19 | 40    |
| 36    | 10 a 14 | 36    |
| 28    | 5 a 9   | 44    |
| 16    | 0 a 4   | 24    |

## Economia
El 2007 la població en edat de treballar era de 694 persones, 546 eren actives i 148 eren inactives. De les 546 persones actives 526 estaven ocupades (274 homes i 252 dones) i 20 estaven aturades (8 homes i 12 dones). De les 148 persones inactives 50 estaven jubilades, 58 estaven estudiant i 40 estaven classificades com a «altres inactius».

### Ingressos
El 2009 a Bourg-Saint-Christophe hi havia 413 unitats fiscals que integraven 1.161,5 persones, la mediana anual d'ingressos fiscals per persona era de 21.690 €.

### Activitats econòmiques
Dels 31 establiments que hi havia el 2007, 1 era d'una empresa de fabricació d'elements pel transport, 10 d'empreses de construcció, 9 d'empreses de comerç i reparació d'automòbils, 1 d'una empresa de transport, 1 d'una empresa d'hostatgeria i restauració, 1 d'una empresa d'informació i comunicació, 1 d'una empresa immobiliària i 7 d'empreses de serveis.
Dels 11 establiments de servei als particulars que hi havia el 2009, 1 era un paleta, 1 fusteria, 5 lampisteries, 2 electricistes, 1 restaurant i 1 agència immobiliària.
L'únic establiment comercial que hi havia el 2009 era una botiga de menys de 120 m².
L'any 2000 a Bourg-Saint-Christophe hi havia 22 explotacions agrícoles que ocupaven un total de 1.190 hectàrees.

## Equipaments sanitaris i escolars
El 2009 hi havia una escola elemental integrada dins d'un grup escolar amb les comunes properes formant una escola dispersa.

## Poblacions més properes
El següent diagrama mostra les poblacions més properes.